# Xã Harvey, Quận Cavalier, Bắc Dakota
Xã Harvey (tiếng Anh: Harvey Township) là một xã thuộc quận Cavalier, tiểu bang Bắc Dakota, Hoa Kỳ. Năm 2010, dân số của xã này là 32 người.